# Дау (судно)

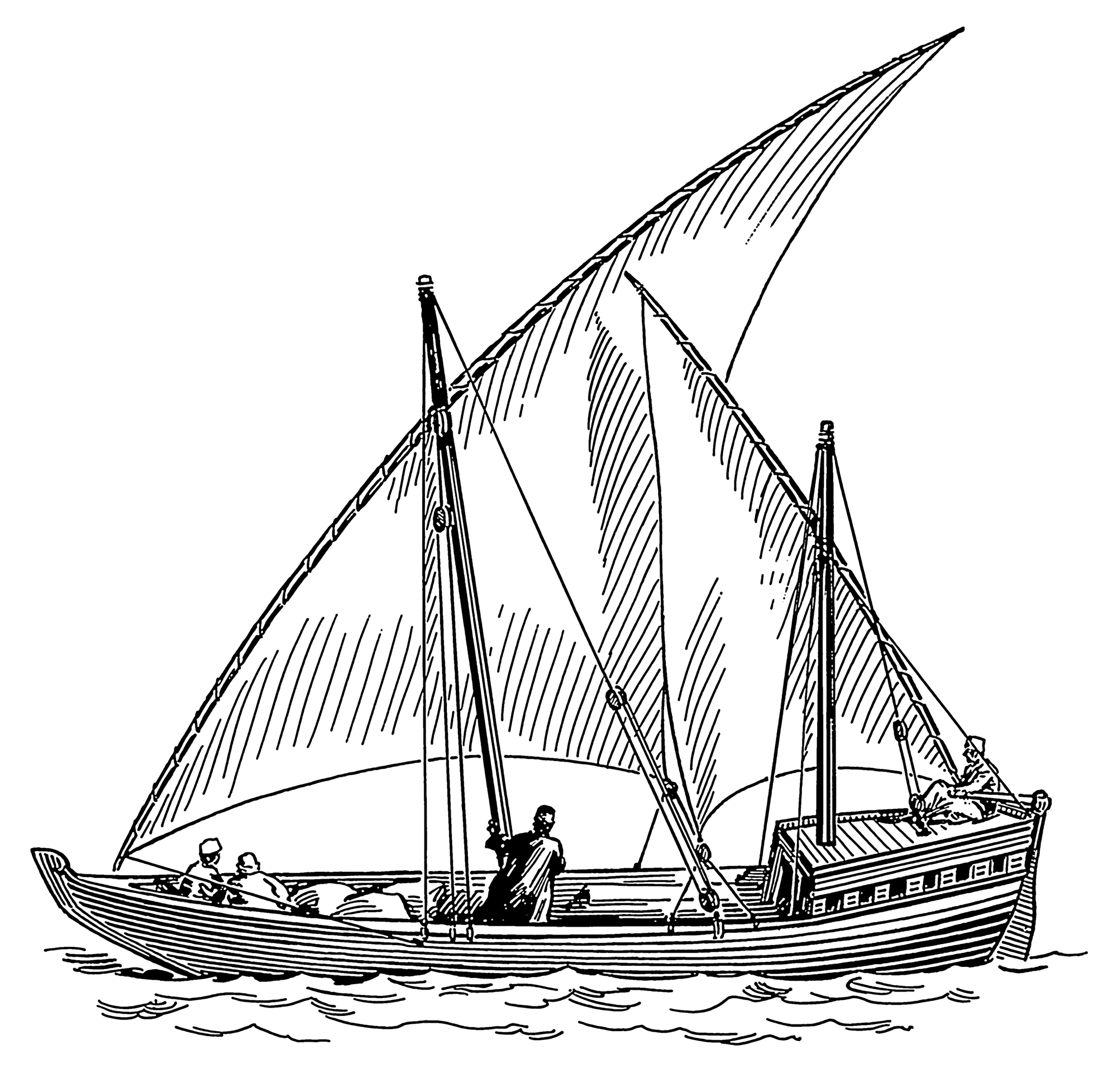
Арабское двухмачтовое доу.

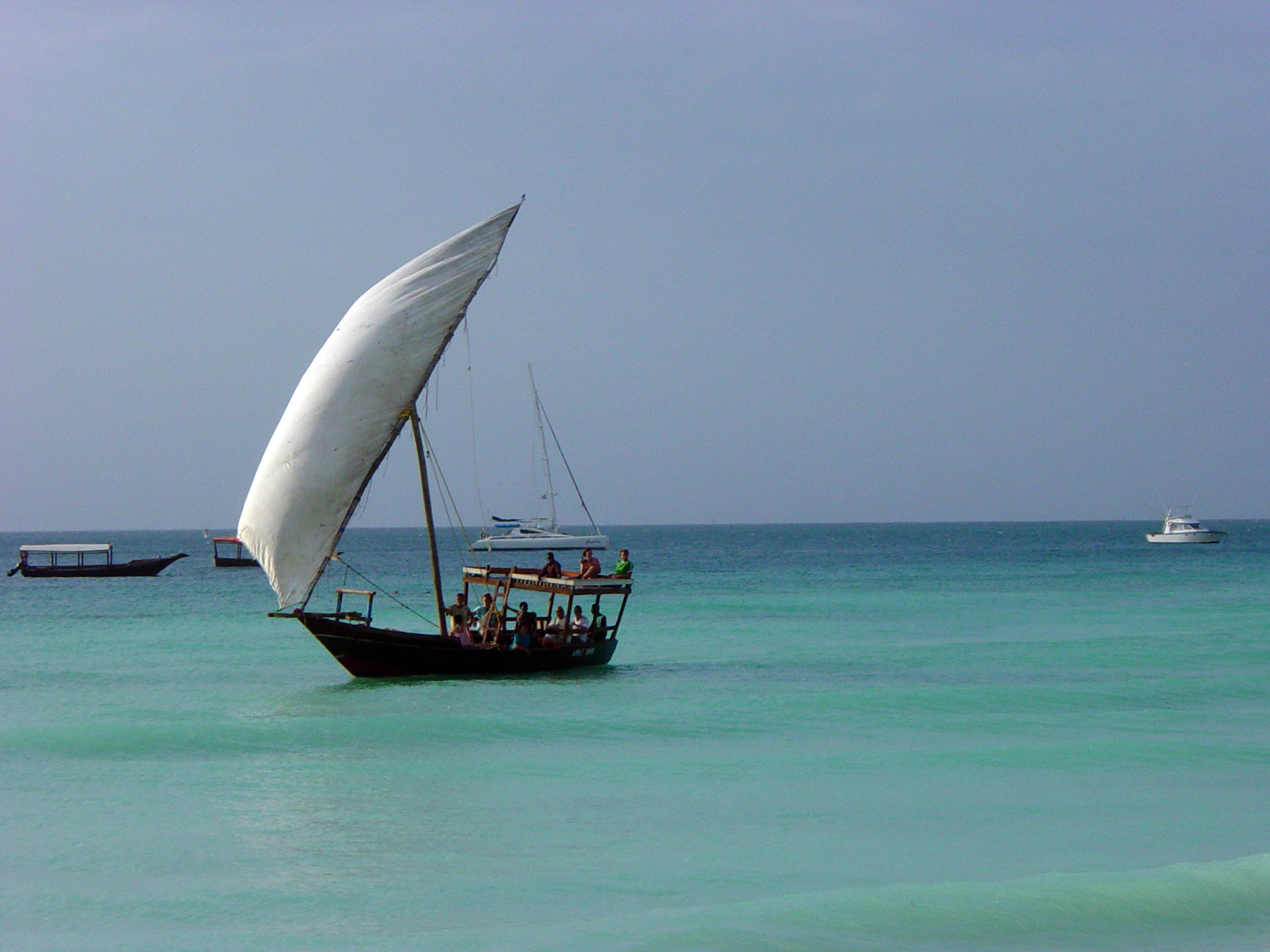
Доу вблизи Дар-эс-Салама (Танзания).

Да́у (араб. داو‎ [da:w] — «да́у»), иногда (менее правильно) до́у (от англ. dhow) или дха́у — общее название разных арабских судов (багала, бателла, самбук, зарук и т. д.) с латинским парусным вооружением. Эти лёгкие, но прочные суда производят из тикового дерева, растущего в Индии, по выверенным веками технологиям.
Суда типа дау были широко распространены в прибрежных водах Аравийского полуострова, Индии и восточной Африки. Они появились задолго до нашей эры, но и сейчас их можно встретить во многих странах этого региона. Термин «дау» также используется для небольших, традиционно построенных судов, используемых преимущественно для торговли в Красном море, области Персидского залива и Индийском океане от Мадагаскара до Бенгальского залива. Такие суда, как правило, имеют водоизмещение 300—500 тонн, и имеют длинный, тонкий профиль корпуса. Как правило, современные дау являются парусно-моторными судами.